# The Ritchie Family
The Ritchie Family sind eine amerikanische Girlgroup, die aus Philadelphia stammt und in der Disco-Ära der 1970er Jahre mehrere Hits hatte.

## Karriere
Das Trio schwarzer Sängerinnen wurde von den zwei französischen Produzenten Jacques Morali und Henri Belolo gegründet, die ihnen Zugang zur amerikanischen Musikwelt verschafften. Die Gruppe bestand ursprünglich aus Cheryl Jacks, Cassandra Wooten und Gwen Oliver. Von 1975 bis 1977 nahmen sie vier Alben auf, darunter 1975 Brazil und 1977 African Queen. Der Name der Gruppe war eine Anspielung auf den Schallplattenproduzenten Ritchie Rome.
Ihre erste Hitsingle Brazil erreichte 1975 die Top 20 in den Vereinigten Staaten und war ein Remake des aus den 1930er-Jahren stammenden Liedes Brazil (Aquarela do Brasil) von Ary Barroso. Auch das gleichnamige Album verkaufte sich gut. Im folgenden Jahr erschien ihr Album Arabian Nights mit dem Song The Best Disco in Town. Es war im Wesentlichen ein Medley früher Discosongs, unter anderem Life Is Music, Lady Luck und Quiet Village, und wurde ein weltweiter Hit. Ihr folgendes Album Life Is Music, das einem Musikthema aus 1930er-Jahren folgte, und das Album African Queens waren nur durchschnittliche Erfolge. Jedes dieser vier Alben war ein Konzeptalbum und alle begannen mit einem 15- bis 20-minütigen Medley.
1978 wurden die Mitglieder der Gruppe von Jacqui Lee-Smith, Dodie Draher und Ednah Holt ersetzt. Ihr im gleichen Jahr erschienenes Album American Generation war ein beginnender Abschied von der Disco-Ära und ging mehr Richtung Europop, obwohl eine der Single den Titel I Feel Disco Good trug. Teile des Albums fanden auch als Filmmusik zur französischen Filmkomödie Je te tiens, tu me tiens par la barbichette von Jean Yanne Verwendung. Das Trio trat in sehr exotischen und teilweise äußerst kitschigen, aber aufreizenden Kostümen auf. Danach folgte das Album Bad Reputation. Am Ende der Werbetour für dieses Album verließ Edna Holt das Trio und gründete ihre eigene Gruppe Ednah Holt and Starluv. Sie wurde durch Leadsängerin Vera Brown ersetzt, und die Gruppe hatte erneut Erfolg mit der Single Put Your Feet to the Beat.
Die Ritchie Family in der Besetzung Brown, Smith-Lee und Draher nahmen als Nächstes das Album Give Me a Break auf, das die Hitsingles Give Me a Break und Never Be Able to Set You Free enthielt. Die weiteren Albenveröffentlichungen fielen durch die neue Partnerschaft mit Jacques Fred Petrus und Mauro Malavasi, die von italienisch-amerikanischen Discoband Change stammten, deutlich anders aus. Das Album hieß I'll Do My Best For You Baby, gefolgt vom Album All Night All Right. Nach dieser Platte verließ Dodie Draher die Gruppe, und Linda James nahm ihre Stelle ein.
1980 tat sich die Gruppe mit Village People zusammen, um gemeinsam den Film Can't Stop the Music zu drehen. Der Film fiel bei Kritik und Publikum durch; dennoch verkaufte sich der Soundtrack zum Film weltweit gut. Nach der Entscheidung, die Gruppe aufzulösen, wurde beim Produzenten der Gruppe Jacques Morali HIV festgestellt und so blieb man als Vera Brown and the Rich Girls für einen einzigen Song Too Much Too Fast zusammen, der aber kein Erfolg wurde. Vera Brown rief danach mit Dodie Draher und Jacqui Smith-Lee die Ritchie Family wieder ins Leben, ohne jedoch weitere Aufnahmen zu veröffentlichen. Die ursprünglichen Mitglieder Cassandra Wooten, Cheryl Mason-Dorman (früher Jacks) und der Neuzugang Renee Guilory-Wearing haben die Gruppe erneut reaktiviert.

## Diskografie

### Studioalben
| Jahr | Titel               | Höchstplatzierung, Gesamtwochen, AuszeichnungChartplatzierungen (Jahr, Titel, Platzierungen, Wochen, Auszeichnungen, Anmerkungen) | Höchstplatzierung, Gesamtwochen, AuszeichnungChartplatzierungen (Jahr, Titel, Platzierungen, Wochen, Auszeichnungen, Anmerkungen) | Höchstplatzierung, Gesamtwochen, AuszeichnungChartplatzierungen (Jahr, Titel, Platzierungen, Wochen, Auszeichnungen, Anmerkungen) | Anmerkungen                |
| Jahr | Titel               | DE | UK | US | Anmerkungen                |
| ---- | ------------------- | --- | --- | --- | -------------------------- |
| 1975 | Brazil              | — | — | US53 (12 Wo.)US | Erstveröffentlichung: 1975 |
| 1976 | Arabian Nights      | — | — | US30 (25 Wo.)US | Erstveröffentlichung: 1976 |
| 1977 | Life Is Music       | — | — | US100 (10 Wo.)US | Erstveröffentlichung: 1977 |
| 1977 | African Queens      | — | — | US164 (12 Wo.)US | Erstveröffentlichung: 1977 |
| 1978 | American Generation | — | — | US148 (6 Wo.)US | Erstveröffentlichung: 1978 |

Weitere Alben
- 1979: Bad Reputation
- 1979: Je te tiens, tu me tiens par la barbichette
- 1980: Can’t Stop the Music
- 1980: Give Me a Break
- 1982: I’ll Do My Best
- 1983: All Night, All Right
- 1990: Greatest Hits
- 2005: The Best of

### Singles
| Jahr | Titel Album                                     | Höchstplatzierung, Gesamtwochen, AuszeichnungChartplatzierungen (Jahr, Titel, Album, Platzierungen, Wochen, Auszeichnungen, Anmerkungen) | Höchstplatzierung, Gesamtwochen, AuszeichnungChartplatzierungen (Jahr, Titel, Album, Platzierungen, Wochen, Auszeichnungen, Anmerkungen) | Höchstplatzierung, Gesamtwochen, AuszeichnungChartplatzierungen (Jahr, Titel, Album, Platzierungen, Wochen, Auszeichnungen, Anmerkungen) | Anmerkungen                         |
| Jahr | Titel Album                                     | DE | UK | US | Anmerkungen                         |
| ---- | ----------------------------------------------- | --- | --- | --- | ----------------------------------- |
| 1975 | Brazil                                          | DE47 (2 Wo.)DE | UK41 (4 Wo.)UK | US11 (18 Wo.)US | Erstveröffentlichung: Juli 1975     |
| 1975 | I Want to Dance with You (Dance with Me) Brazil | — | — | US84 (4 Wo.)US | Erstveröffentlichung: November 1975 |
| 1976 | The Best Disco in Town Arabian Nights           | DE22 (9 Wo.)DE | UK10 (9 Wo.)UK | US17 (20 Wo.)US | Erstveröffentlichung: August 1976   |
| 1977 | Life Is Music                                   | DE50 (1 Wo.)DE | — | — | Erstveröffentlichung: Februar 1977  |
| 1978 | American Generation                             | DE28 (21 Wo.)DE | UK49 (6 Wo.)UK | — | Erstveröffentlichung: Oktober 1978  |

Weitere Singles
- 1976: Istanbul/Baby I’m on Fire
- 1977: African Queens/Part II
- 1977: African Queens/Summerdance
- 1977: Quiet Village/Voodoo
- 1977: Quiet Village/Versions
- 1978: Good In Love/I Feel Disco Good
- 1978: La Barbichette/Forever Dancing
- 1979: Where Are the Men?/Bad Reputation
- 1979: Put Your Feet to the Beat/Bad Reputation
- 1979: Put Your Feet to the Beat/Sexy Man
- 1979: It’s a Man’s World/Bad Reputation
- 1980: Give Me a Break/Bad Reputation
- 1980: All My Love/Bad Reputation
- 1980: All My Love/Versions
- 1980: I’ll Never Be Able to Set You Free/Not As Bad As It Seems
- 1982: I’ll Do My Best/You’ve Got Me Dancin’
- 1982: Walk With Me
- 1982: Real Love/Stop and Think
- 1982: Alright on the Night/You Can Always Count on Me
- 1983: All Night, All Right/Versions
- 1983: This Love’s on Me/Tonight I Need to Have Your Love
- 1987: The Best Disco in Town (Remix)/American Generation
- 1995: I’ll Do My Best/Versions
- 1996: I’ll Do My Best/Versions
- 1997: American Generation/Versions
- 1997: Brazil – Remix
- 1998: The Best Disco in Town – Remix
- 2016: Ice

## Auszeichnungen für Musikverkäufe
| Goldene Schallplatte - Kanada - 1978: für die Single The Best Disco in Town - 1979: für das Album Arabian Nights |

| Land/RegionAuszeichnungen für Musikverkäufe (Land/Region, Auszeichnungen, Verkäufe, Quellen) | Gold     | Platin | Verkäufe | Quellen         |
| -------------------------------------------------------------------------------------------- | -------- | ------ | -------- | --------------- |
| Kanada (MC)                                                                                  | 2× Gold2 | —      | 125.000  | musiccanada.com |
| Insgesamt                                                                                    | 2× Gold2 | —      |          |                 |